# Американська ігрова асоціація
Американська асоціація ігор (англ. American Gaming Association або скорочено AGA) — асоціація ігрової індустрії США. Її було створено 1994 року для пропагування, навчання та лобіювання від імені індустрії розваг ігор завдяки освіті. Офіс AGA розташовано у Вашингтоні, округ Колумбія, США.
AGA розглядає федеральні законодавчі та регуляторні питання, що стосуються її членів, їх працівників та клієнтів, таких як федеральне оподаткування, регуляторні питання та питання подорожей та туризму. AGA намагається слугувати інформаційним центром ігрової індустрії, надаючи громадськості, ЗМІ та відповідальним особам з уряду, точні дані щодо ігрової індустрії. До складу членів AGA входять великі оператори казино, фінансові та професійні сервісні компанії, постачальники ігрових товарів, а також представники державних чи регіональних ігрових асоціацій.
Щорічно AGA спонсорує велику виставкову виставку ігор, Global Gaming Expo.
Френк Фаренкопф, колишній голова Республіканської партії США, був президентом AGA з моменту заснування до його відставки в середині 2013 року. Джефф Фріман, голова Асоціації подорожей США, був обраний правлінням AGA у квітні 2013 року на зміну Фаренкопфу. Фріман покинув AGA у липні 2018 року, щоб стати президентом та генеральним директором Асоціації виробників продуктів харчування. У грудні 2018 року AGA його замінив Білл Міллер, старший віце-президент лобістської групи Круглого бізнес-столу.